# Bachelor of Science
Bachelor of Science (BSc, B.Sc., Bc., B.S. lub BS – z łac. Scientiæ Baccalaureus) – najniższy stopień akademicki w obszarze nauk ścisłych, przyznawany w krajach anglosaskich po ukończeniu studiów, które zwykle trwają od trzech do pięciu lat, w zależności od kraju. Odpowiada w przybliżeniu polskiemu licencjatowi. Dalszym etapem edukacji akademickiej jest tam Master of Science, który uzyskuje się zazwyczaj 2 lata po BSc.
Dotyczy nauk technicznych, przyrodniczych oraz ekonomicznych, kształconych w zakresie praktycznym, stosowanym i doświadczalnym.
Jego odpowiednikiem na poziomie bachelor’s degree w obszarze nauk humanistycznych jest Bachelor of Arts.